# Giáo hạt
Giáo hạt là một thuật ngữ sử dụng trong một số nhánh Kitô giáo.

## Ý nghĩa trong Công giáo
Trong Giáo hội Công giáo, Giáo luật Giáo hội điều 374 §2 cho phép các giám mục có khả năng kết hợp với một số giáo xứ trong một vùng lân cận thành các hợp đoàn địa phương, có tên gọi khác là giáo hạt.
Mỗi giáo hạt được lãnh đạo bởi một linh mục quản hạt, niên trưởng hoặc Tổng linh mục. Thông thường linh mục quản hạt do Giám mục bổ nhiệm. Giáo luật điều 555 định nghĩa chi tiết các nhiệm vụ của một linh mục quản hạt.